# Paroząb kasztanowaty
Paroząb kasztanowaty (Didymodon spadiceus (Mitt.) Limpr.) – gatunek mchu należący do rodziny płoniwowatych (Pottiaceae Schimp.). W Polsce podawany m.in. z województwa śląskiego, pasma Gorców czy Bieszczadów.

## Morfologia
GametofitRośliny zielonkawo-brązowe, zazwyczaj wysokości 1,5–3 cm. Listki proste, długości około 2–4 mm, ustawione prawie pod kątem prostym do łodyżki, gdy wilgotne.
SporofitPuszki zarodni cylindryczne, perystom o krótkich, prostych zębach.

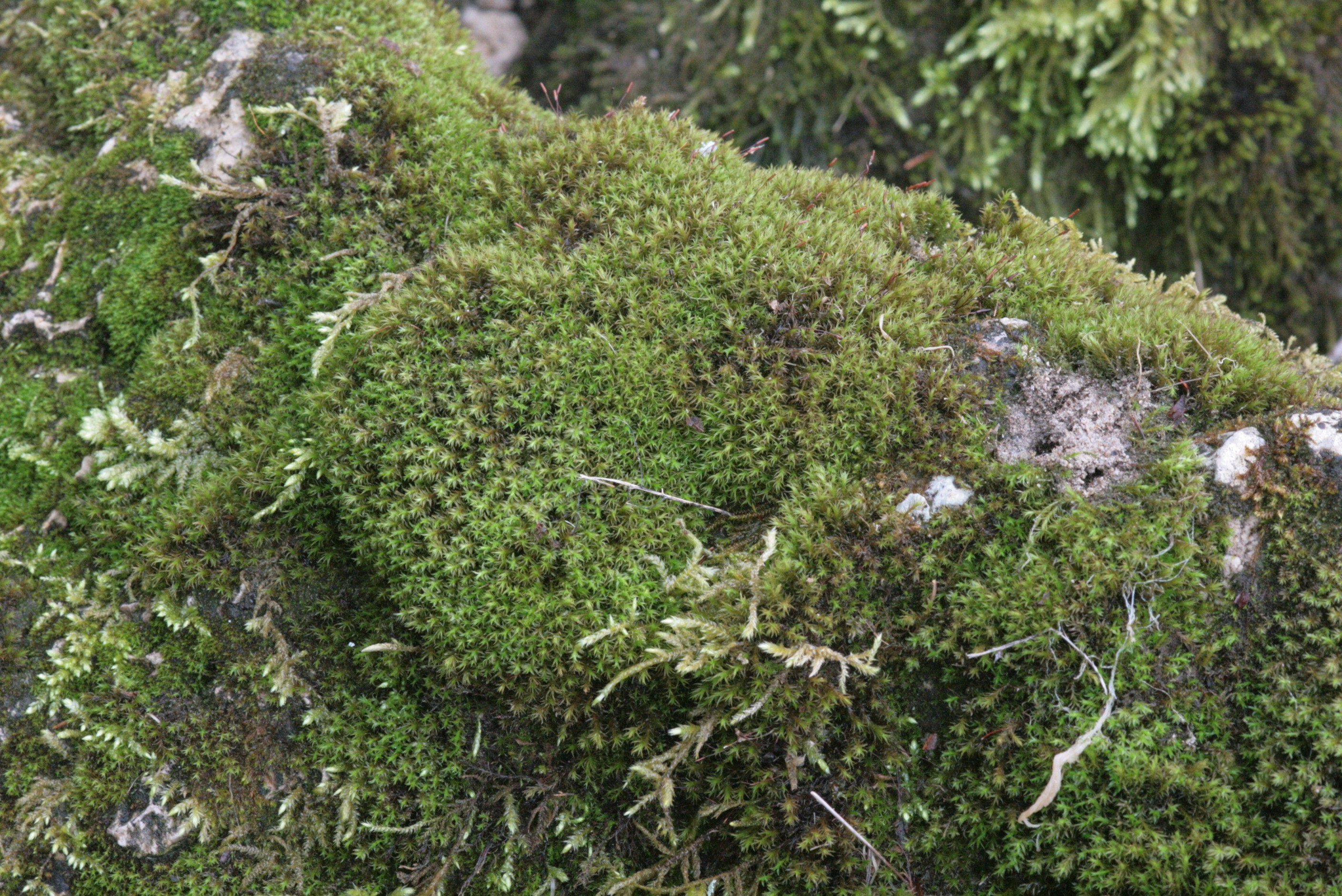
Pokrój
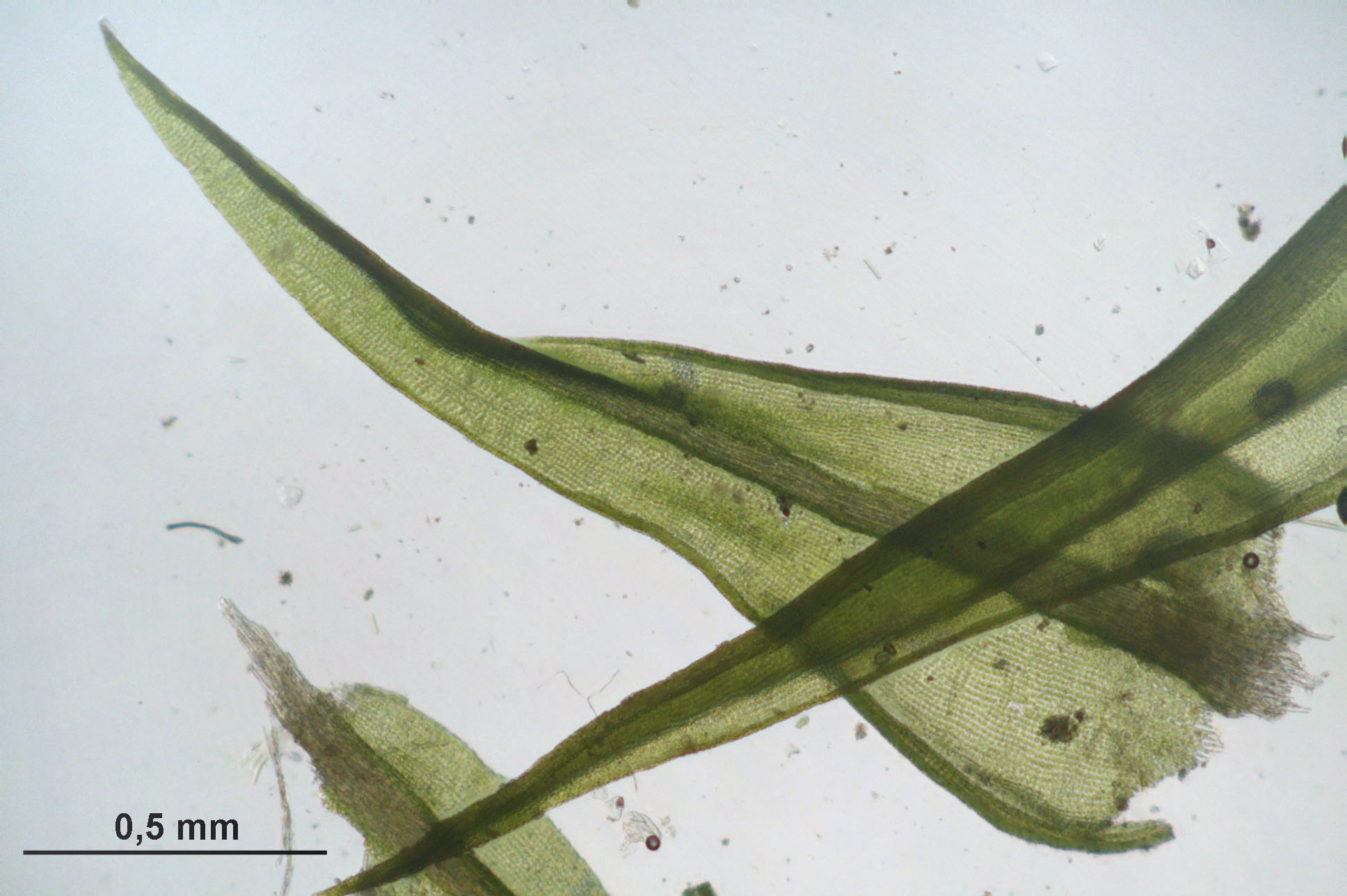
Listki
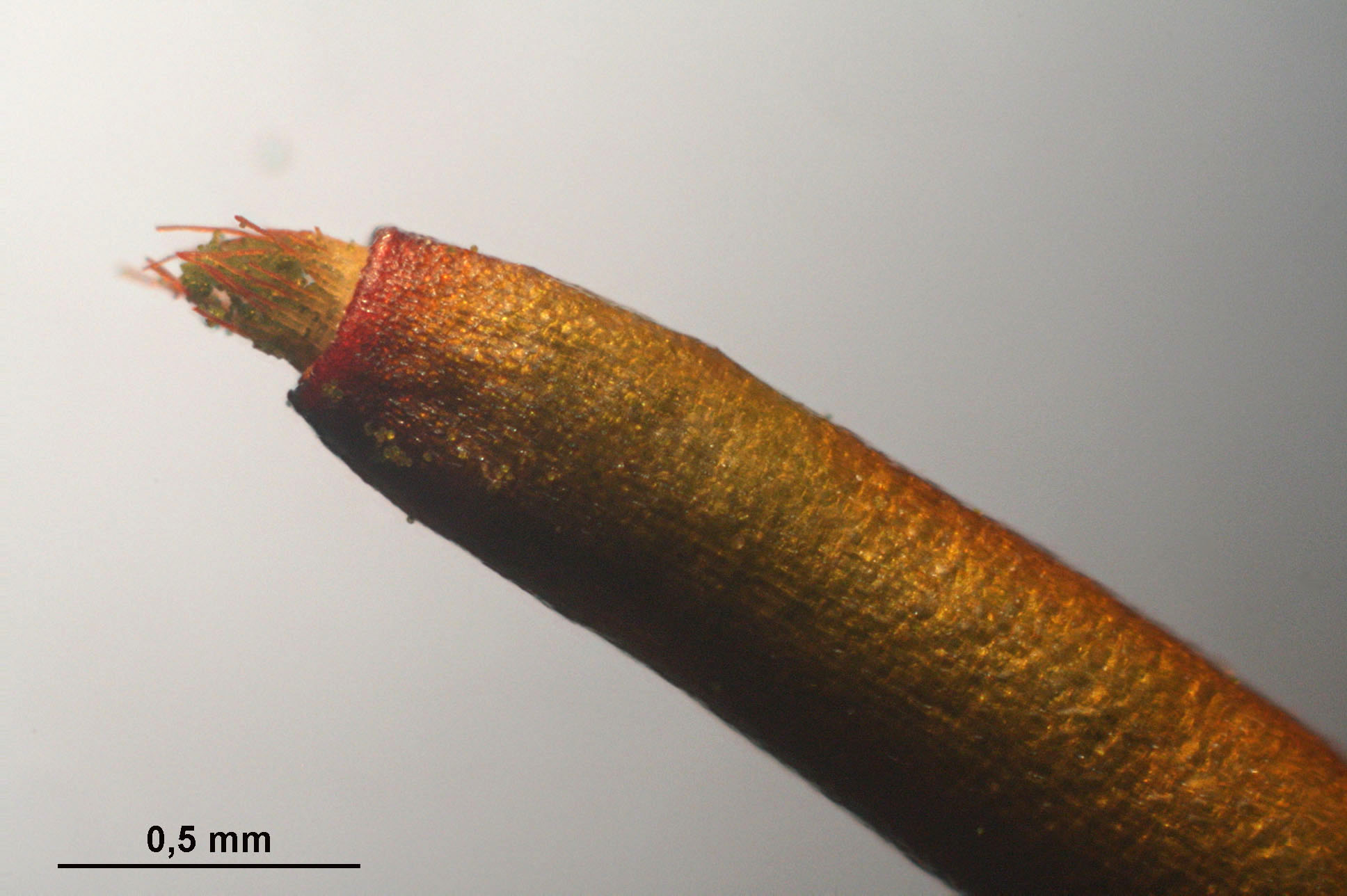
Puszka z widocznym perystomem
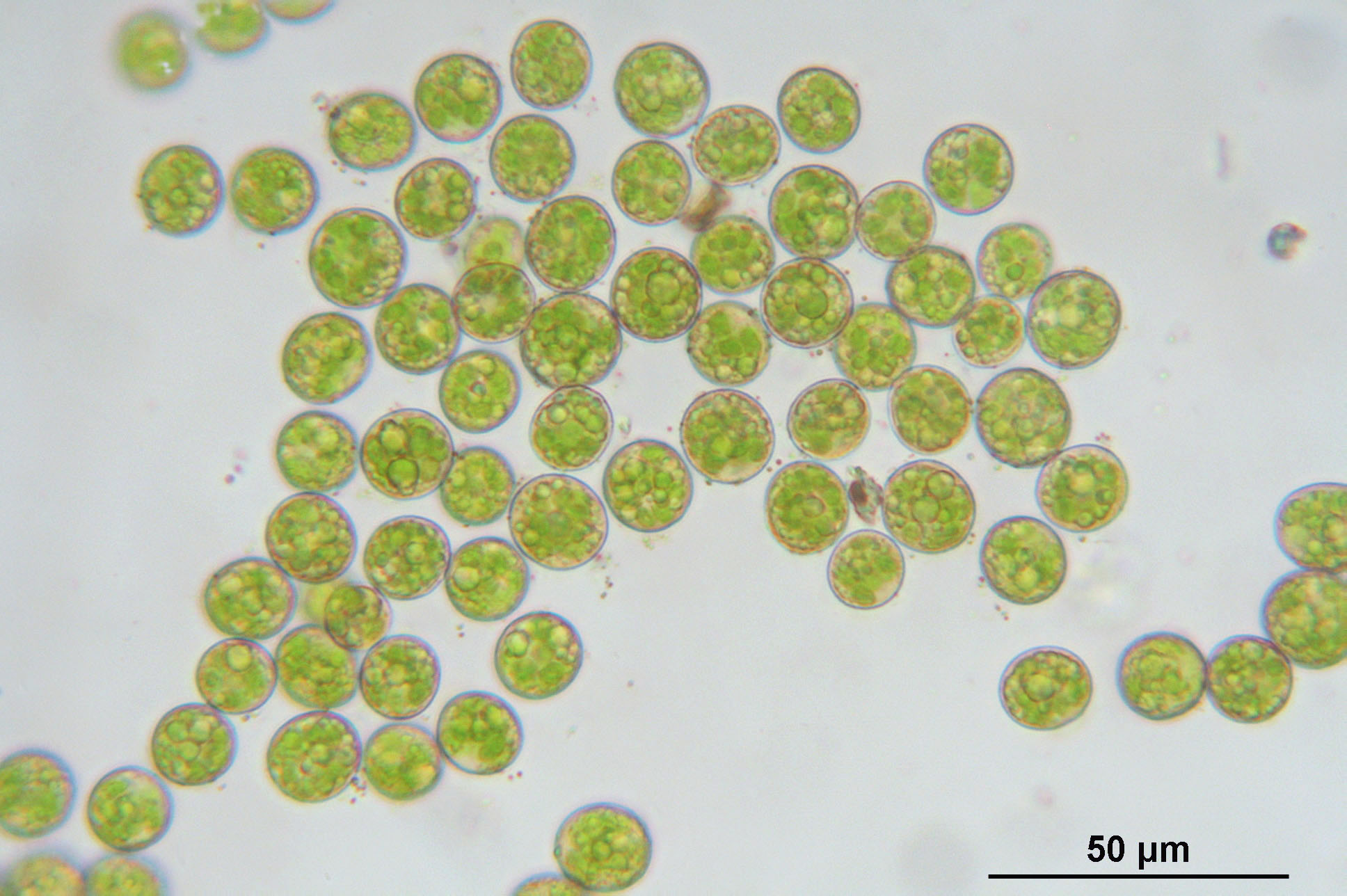
Zarodniki

## Biologia i ekologia
Roślina dwupienna, kilkuletnia. Gatunek podgórski, w Bieszczadach występuje do wysokości 730 m n.p.m. Gatunek cieniosnośny, hydrofilny, słabo kalcyfilny. Rośnie na skałach, w zbiorowiskach przypotokowych i w lasach.

## Systematyka i nazewnictwo
Synonimy: Barbula insidiosa Jur. & Milde, Didymodon barbuloides Lib. ex Marchal, Didymodon zetterstedtii Schimp., Limneria viridula Stirt., Trichostomum baurianum Warnst. ex J.J. Amann.
Taksony niższego rzędu:
- Didymodon spadiceus subsp. poeninus (J.J. Amann) Wijk & Margad

## Zagrożenia i ochrona
Gatunek został wpisany na czerwoną listę mchów województwa śląskiego z kategorią zagrożenia „LC” (najmniejszej troski, stan na 2011 r.), tę samą kategorię otrzymał w Bieszczadach. W 2001 r. na Słowacji nadano mu kategorię „VU” (narażony na wyginięcie), zaś w Czechach w 2005 r. kategorię „DD” (o nieokreślonym zagrożeniu, wymagające dokładniejszych danych).
Stanowiska w Bieszczadach występujące na terenie Bieszczadzkiego Parku Narodowego objęte są ochroną.